# Christine Guillemot
 (mars 2021).
Christine Guilemot est une informaticienne et chercheuse française spécialiste de la compression d'images.

## Biographie

### Études
Elle effectue sa thèse de doctorat à l'École nationale supérieure des télécommunications de Paris. 

### Carrière
Elle commence sa carrière dans le privé, en travaillant pour France Télécom (alors le Centre national d'études des télécommunications) de 1985 à 1997, sur des projets de codage pour la télévision, la télévision HD et les applications multimédia. Elle passe un an aux États-Unis de 1990 à 1991 à Bell Labs en tant que chercheuse invitée. Elle devient ensuite directrice de recherche à INRIA. De 1999 à 2011, elle dirige l'équipe TEMICS à l'IRISA, sur des problématiques de compression d'images, compression vidéo et de codage adapté à la transmission d'information sur des réseaux sans fil. Depuis 2012, Christine Guillemot dirige l'équipe SIROCCO, toujours à l'IRISA sur des thèmes de modélisation et de compression d'images et vidéo 2D et 3D.
Elle est également professeur invitée à la Mid Sweden University, Sundsvall. Christine Guillemot est très impliquée dans les activités de revues et d'édition des journaux scientifiques.
En complément de ses activités de publications, elle a également déposé une cinquantaine de brevets.

## Sujets de recherche
Le principal sujet de recherche de Christine Guillemot est la compression d'images et de vidéo, et plus généralement la représentation de ce type de signaux. Elle s'est en particulier intéressée à la robustesse de la représentation pour la transmission sur des canaux de transmission bruités (Réseaux mobiles). Ses travaux sur le codage conjoint source canal (en) sont particulièrement importants. 
Depuis quelques années, elle s'intéresse à la compression et à la représentation de données dites émergentes, comme les images et vidéos HDR, 3D, omnidirectionnelles, ainsi que les images plénotiques. À la suite des progrès importants de l'apprentissage artificiel à partir de 2012, les méthodes de son équipe emploient désormais des réseaux de neurones profonds, et leurs applications à ces données émergentes.
Elle a également travaillé sur des sujets d'inpainting, en particulier sur des séquences vidéo, ainsi que sur la super-résolution.

## Récompenses et honneurs
- 2010 : Chevalier de la légion d'honneur.
- 2013 : IEEE Fellow.
- 2015 : Bourse «advanced grant» du Conseil européen de la recherche[5].
- 2015 : Google faculty award[6].
- 2018 : Best Student Paper Award de l'EUPSICO (European Signal Processing Conference) pour l'article scientifique «Rate Distortion Optimized Graph Partitioning for Omnidirectional Image Coding» co-rédigé avec Mira Rizkallah (INRIA), Francesca De Simone (CWI), Thomas Maugey (INRIA) et Pascal Frossard (EPFL), has been awarded with the Best Student Paper Award at the 26th edition of the European Signal Processing Conference (EUSIPCO)[7].
- 2019 : EURASIP Technical Achievement Society Award.
- 2020 : Chaire en intelligence artificielle de l'Agence nationale de la recherche[4].
- 2021 : Officier de la Légion d'Honneur.